# Microsania imperfecta
Microsania imperfecta är en tvåvingeart som först beskrevs av Friedrich Hermann Loew 1866.  Microsania imperfecta ingår i släktet Microsania och familjen svampflugor. Inga underarter finns listade i Catalogue of Life.